# Gnophomyia ferruginea
Gnophomyia ferruginea är en tvåvingeart som beskrevs av Samuel Wendell Williston  1900. Gnophomyia ferruginea ingår i släktet Gnophomyia och familjen småharkrankar. Inga underarter finns listade i Catalogue of Life.